# Wat Phra That Doi Wao
Wat Phra That Doi Wao (ook: Wat Doi Wao) is een wat in Mae Sai in Thailand. De tempel is met een trap verbonden aan de hoofdstraat en ligt op een heuvel.
De Wat Phra That Doi Wao is gebouwd ter nagedachtenis van de duizenden Birmese soldaten die zijn gesneuveld in 1965 tijdens de oorlog tegen het Kwomintangleger.